# بخش کومونو
بخش کومونو (به لاتین: Komono District) یک منطقهٔ مسکونی در جمهوری کنگو است که در بخش لکومو واقع شده‌است.